# Itararé (Santa Maria)
Itararé és un barri de la ciutat brasilera de Santa Maria, Rio Grande do Sul. El barri està situat al districte de Sede.

## Villas
El barri amb les següents villas: Canário, Itararé, Loteamento Link, Possadas, Vila Bela Vista, Vila Bürger, Vila Felipe Menna Barreto, Vila Kruel, Vila Montanha Russa, Vila Nossa Senhora Aparecida, Vila Pércio Reis, Vila Popular Leste, Vila Popular Oeste.

## Galeria de fotos

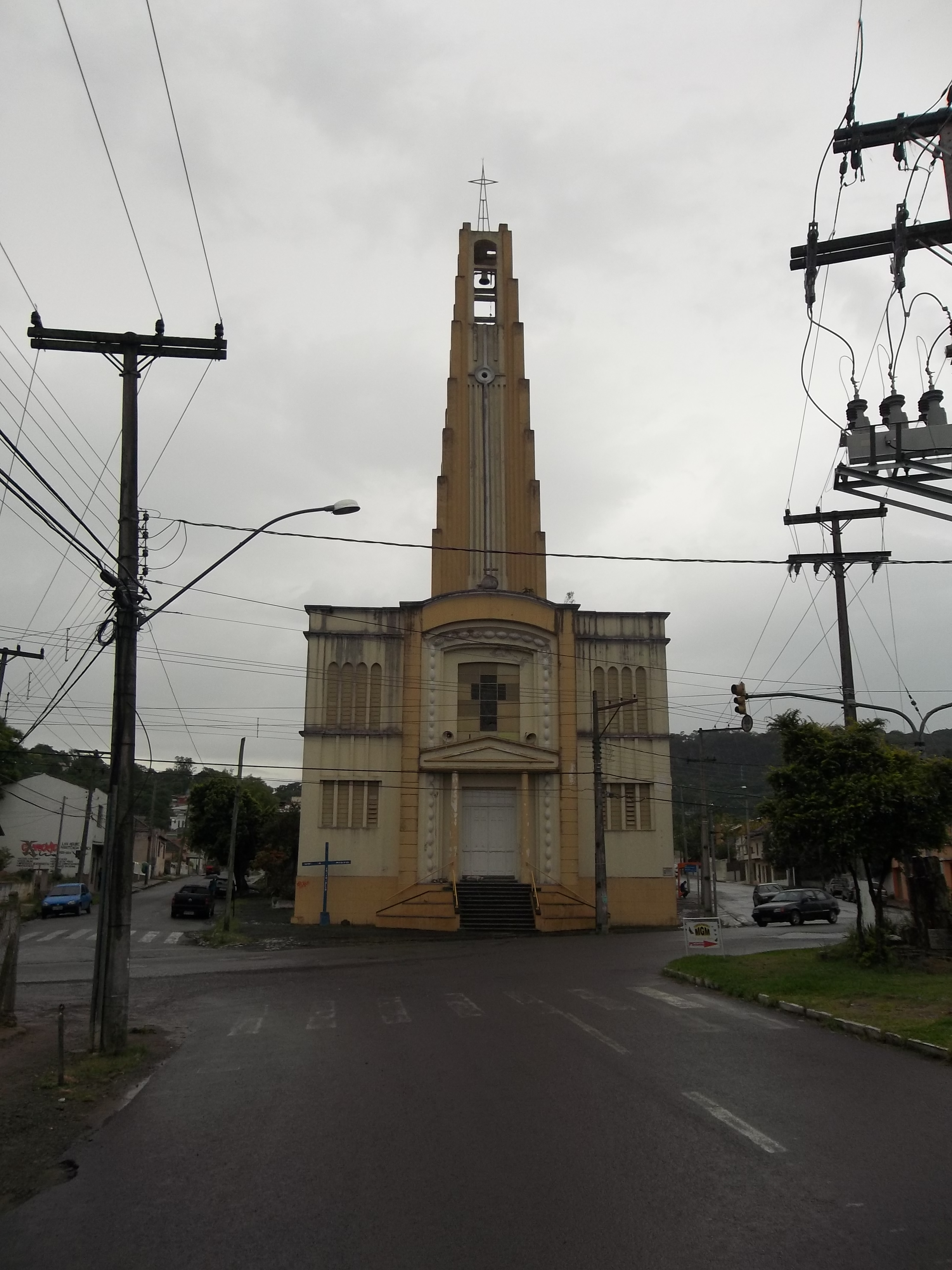
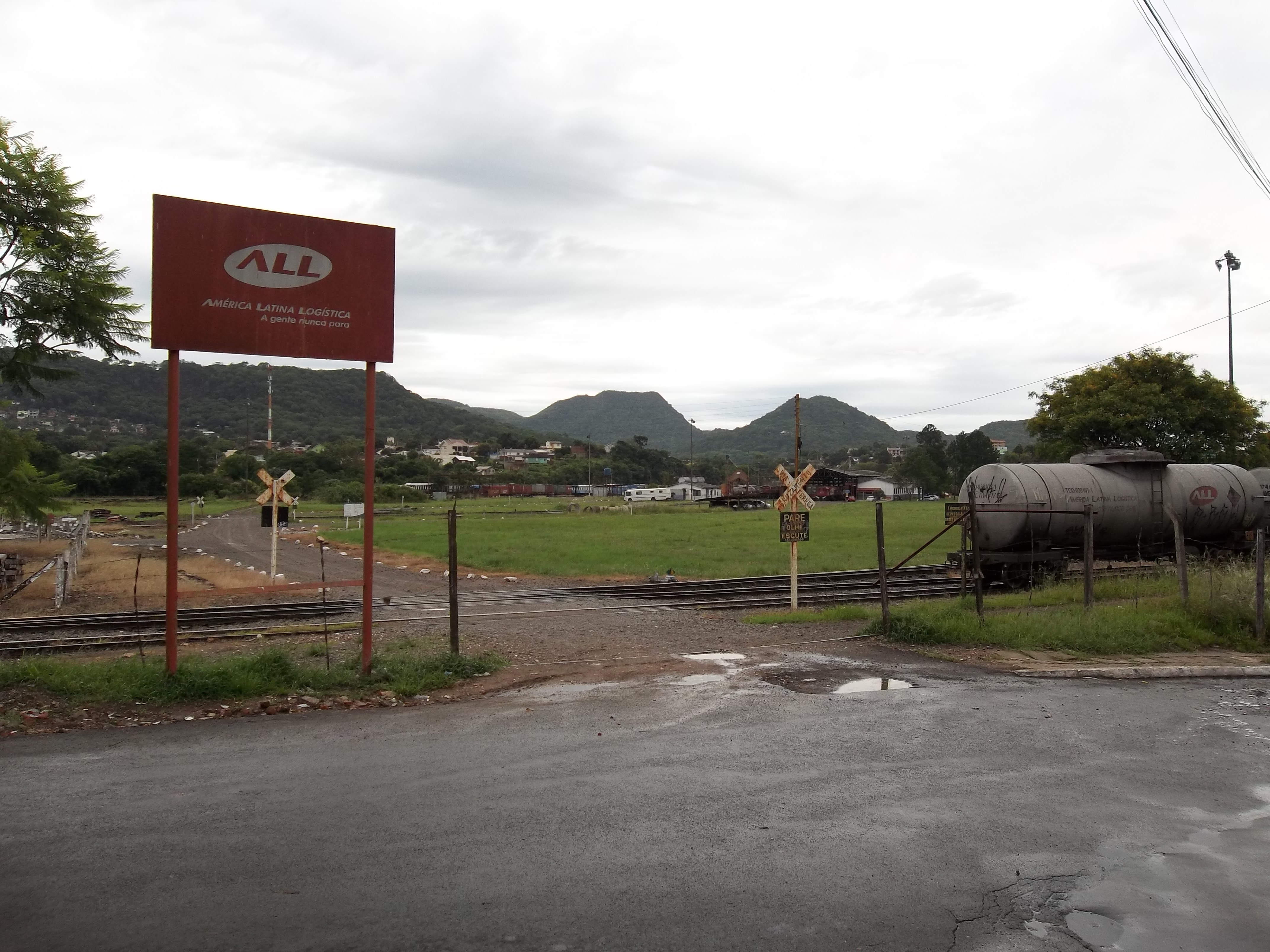

| Nossa Senhora do Perpétuo Socorro | Nossa Senhora do Perpétuo Socorro / Campestre do Menino Deus | Campestre do Menino Deus                         |
| Nossa Senhora do Perpétuo Socorro |                                                              | Campestre do Menino Deus Presidente João Goulart |
| Centro / Menino Jesus             | Menino Jesus / Presidente João Goulart                       | Presidente João Goulart                          |